# Golfo St Vincent
Il golfo St Vincent è un'insenatura della costa meridionale dell'Australia, nello stato dell'Australia Meridionale.  Esso è definito a ovest dalla penisola di Yorke (che condivide con il golfo di Spencer) a nordovest, dalla costa continentale e dalla penisola di Fleurieu a est, mentre il suo ingresso è definito da una linea ideale che va dal capo Troubridge all'estremità della penisola di Yorke fino al Capo Jervis sulla penisola di Fleurieu.
Adelaide, la capital dell'Australia Meridionale, si trova a metà della costa est del golfo; da ovest a est, sulla costa, vi sono Edithburgh, Port Vincent, Ardrossan, Port Wakefield e Normanville.
Ebbe il nome di golfo di St. Vincent da Matthew Flinders, che glielo attribuì il 30 marzo 1802 in onore dell'ammiraglio John Jervis di St Vincent.
Esso fu più tardi mappato da Nicolas Baudin, che lo chiamò "Golphe Josephine", dopo il suo incontro con Flinders alla Encounter Bay (baia dell'incontro) dopo il loro incontro dell'8 aprile 1802. A causa della lunga prigionia di Flinders alle isole Mauritius durante il suo rientro in patria, la pubblicazione delle mappe di Budin precedette di tre anni quella del libro di Flinders A Voyage to Terra Australis, contenente le mappe dell'autore.
L'impianto di desalinizzazione delle acque marine di Adelaide, ufficialmente inaugurato nel 2013, si trova a Lonsdale, nel golfo di St Vincent, sulla costa orientale.

## Ambiente
Nel golfo vivono sciami di crostacei e policheti, così come numerose specie di ascidiacee e ricci di mare. Il benthos è una piattaforma sedimentaria, con specie di zosteraceae intorno all'estuario del fiume Port River, che sfocia al centro della costa sudorientale del golfo.

### Immagini

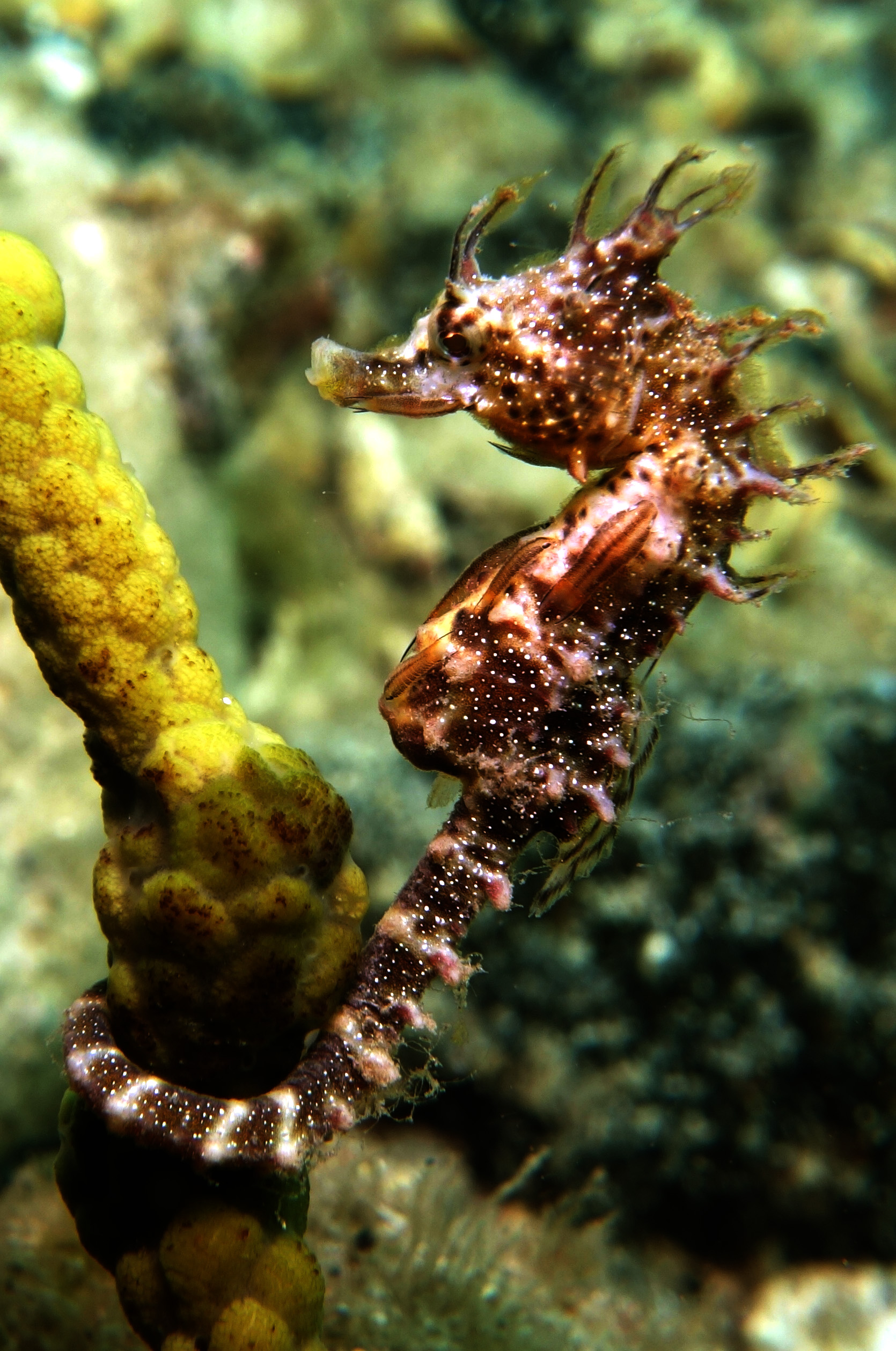
Cavalluccio marino sotto la banchina di Edithburgh
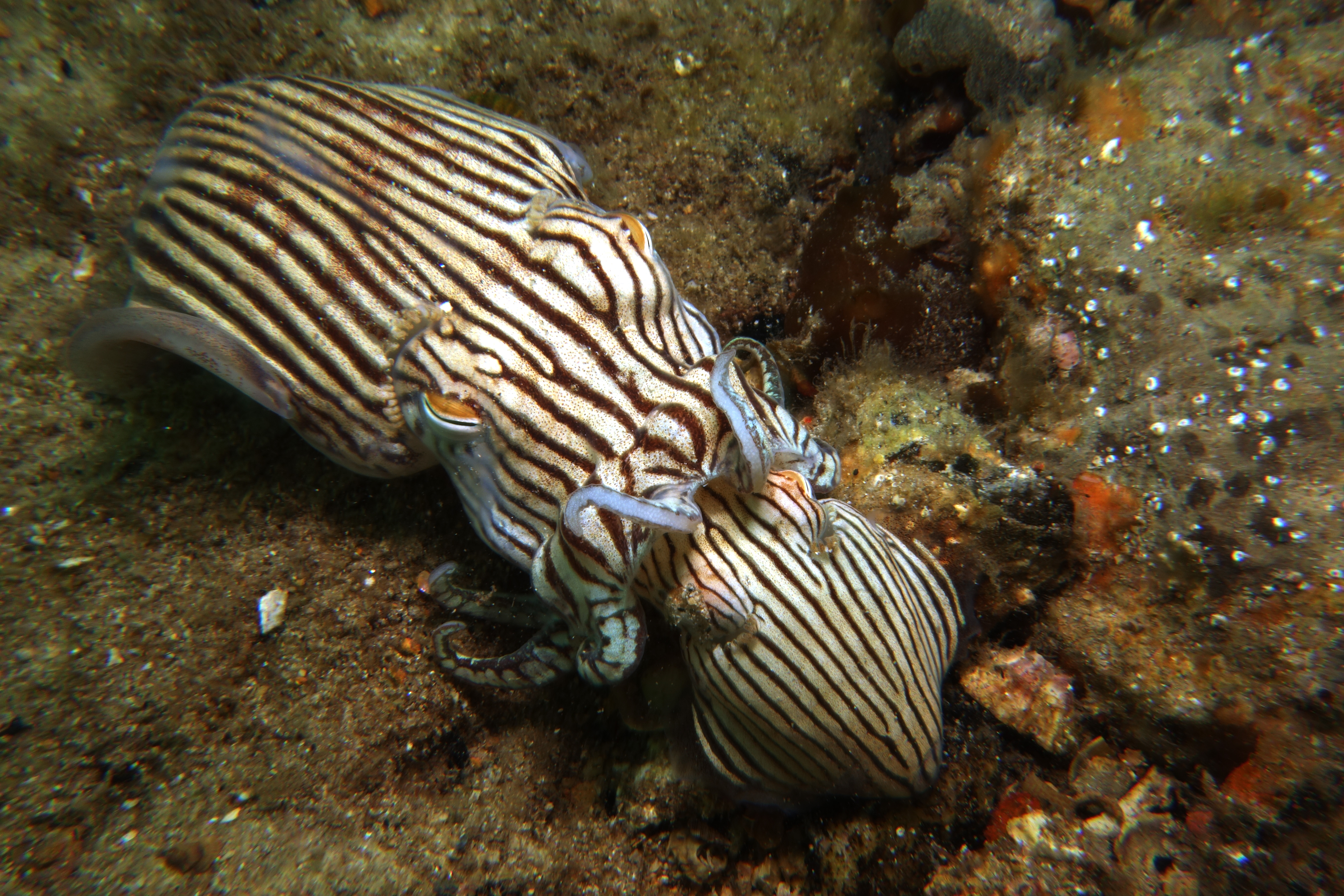
Un'ascidiacea si accoppia sotto la banchina di Edithburgh
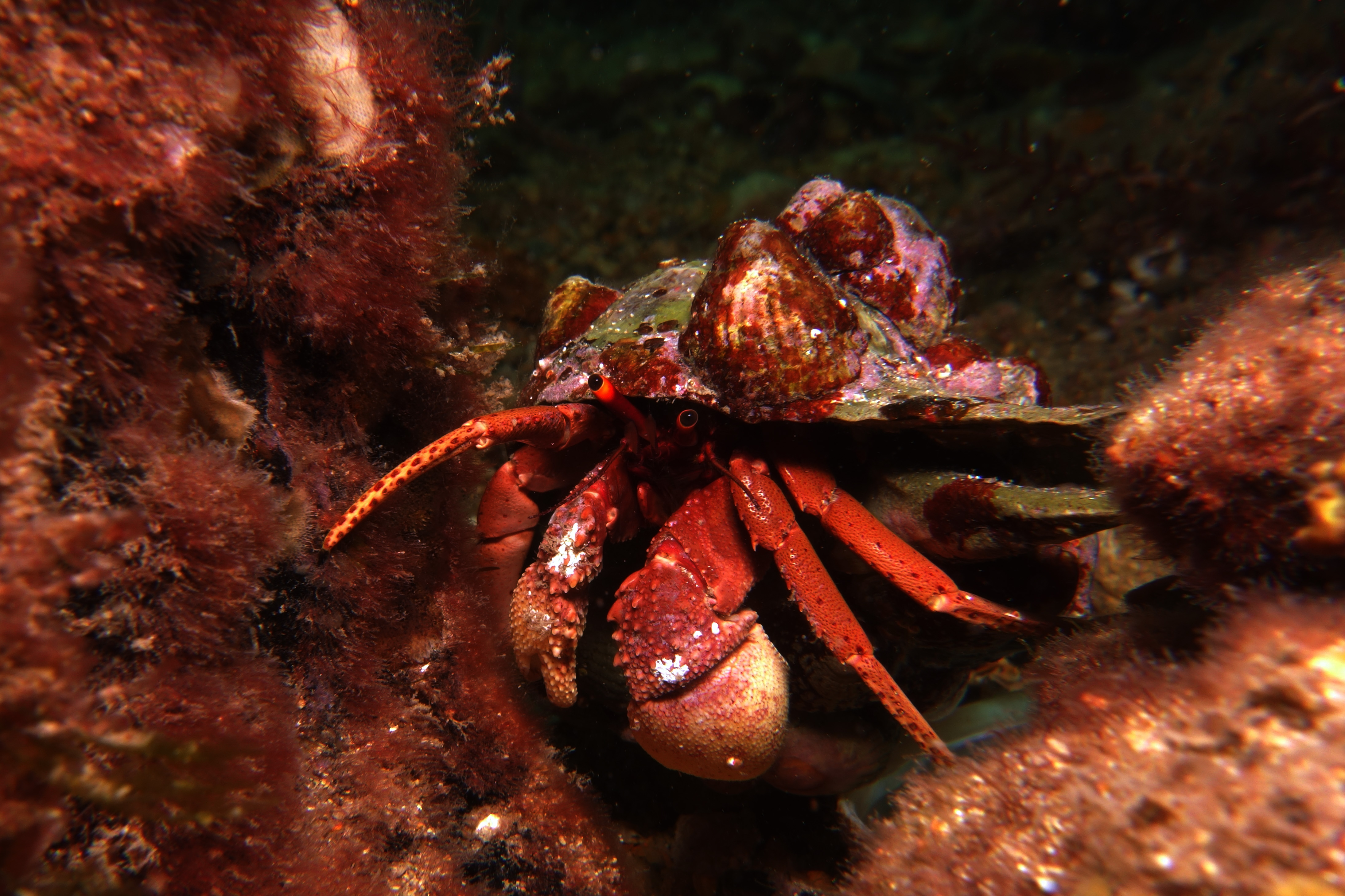
Un granchio sotto la banchina di Edithburgh
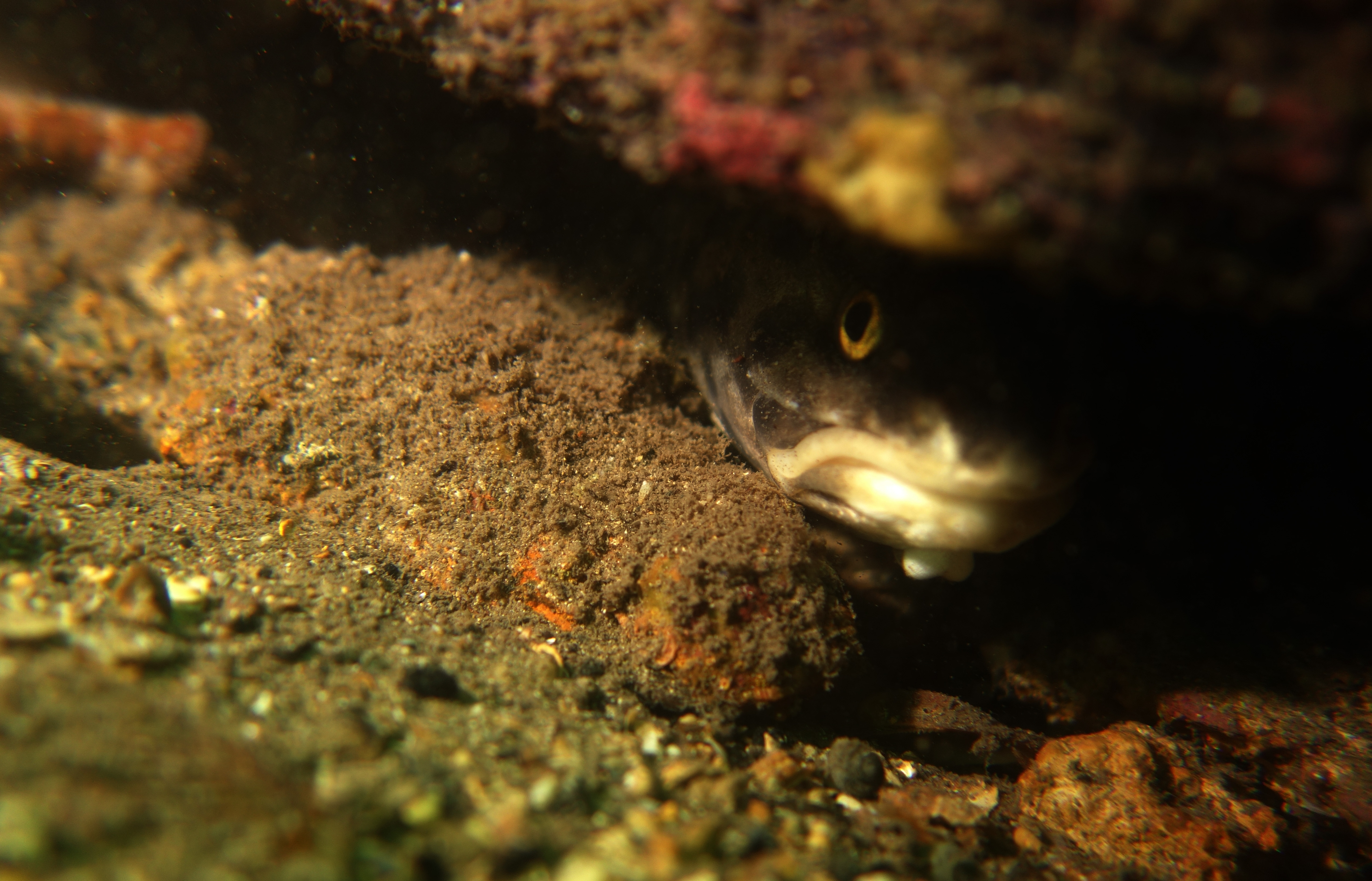
Un rockling (pesce della famiglia degli ophidiidae) sotto la banchina di Edithburgh